# Blacus
Blacus is een geslacht van insecten uit de orde vliesvleugeligen (Hymenoptera) en de familie schildwespen (Braconidae).

## Soorten
- B. achterbergi Haeselbarth, 1976
- B. albicoxis van Achterberg, 1988
- B. albipalpis van Achterberg, 1988
- B. albiventris van Achterberg, 1988
- B. alexandri Belokobylskij, 2000
- B. alternipes van Achterberg, 1988
- B. ambulans Haliday, 1835
- B. andreei Brues, 1933
- B. angichorus van Achterberg, 1988
- B. annulatus van Achterberg, 1988
- B. annulicornis Haeselbarth, 1974
- B. antennalis van Achterberg, 1988
- B. apaches van Achterberg, 1976
- B. apicalis van Achterberg, 1976
- B. apodastus van Achterberg, 1976
- B. applicatus Papp, 1985
- B. armatulus Ruthe, 1861
- B. artomandibularis van Achterberg, 1976
- B. asaphus van Achterberg, 1976
- B. aulacis van Achterberg, 1976
- B. basitarsis Sanchez & Wharton, 2010
- B. bicolor van Achterberg, 1988
- B. bovistae Haeselbarth, 1973
- B. brachialis Rondani, 1877
- B. brevicarinatus van Achterberg, 1988
- B. brevicrenulatus van Achterberg, 1988
- B. brevichorus van Achterberg, 1988
- B. bussei Belokobylskij, 1995
- B. caduceus van Achterberg, 1976
- B. canariensis van Achterberg & Guerrero, 2000
- B. capeki Haeselbarth, 1973
- B. cerinus van Achterberg, 1976
- B. cognatus van Achterberg, 1976
- B. cohibilis van Achterberg, 1976
- B. collaris (Ashmead, 1894)
- B. comatus van Achterberg, 1988
- B. compressiventris van Achterberg, 1976
- B. compressus Belokobylskij, 2000
- B. concinnus Belokobylskij, 1995
- B. concors Papp, 1993
- B. conformis Wesmael, 1835
- B. constrictus van Achterberg, 1976
- B. convexus van Achterberg, 1976
- B. coracinus Belokobylskij, 1995
- B. cracentis van Achterberg, 1976
- B. crassicapitatus Statz, 1938
- B. crassicrus van Achterberg, 1976
- B. chabarovi Belokobylskij, 1995
- B. chilensis van Achterberg, 1976
- B. chillcotti van Achterberg, 1976
- B. chinjuensis Belokobylskij & Ku, 1998
- B. dadianshanicus Belokobylskij, 2000
- B. decaryi Granger, 1949
- B. defectuosus Provancher, 1886
- B. dezhnevi Belokobylskij, 2000
- B. dilaticornis van Achterberg, 1976
- B. diversicornis (Nees, 1834)
- B. diversus van Achterberg, 1988
- B. dolosus Papp, 1985
- B. dracomontanus Haeselbarth, 1974
- B. epitolus van Achterberg, 1976
- B. epomidus van Achterberg, 1988
- B. errans (Nees, 1811)
- B. erugatus van Achterberg, 1976
- B. evilectus van Achterberg, 1988
- B. exilis (Nees, 1811)
- B. exocentri Giraud, 1877
- B. facialis (Brues, 1933)
- B. filicornis Haeselbarth, 1973
- B. fischeri Haeselbarth, 1973
- B. fissus van Achterberg, 1976
- B. forticornis Haeselbarth, 1973
- B. fritschii Brues, 1933
- B. fulviceps van Achterberg, 1988
- B. fulvicollis Haeselbarth, 1974
- B. fuscicoxis van Achterberg, 1988
- B. fuscinervis van Achterberg, 1988
- B. fuscipes Goureau, 1861
- B. fuscitarsis van Achterberg, 1988
- B. fuscitibialis van Achterberg, 1988
- B. geijskesi van Achterberg, 1988
- B. genalis Haeselbarth, 1974
- B. gibber Haeselbarth, 1974
- B. glaber van Achterberg, 1976
- B. groenlandicus van Achterberg, 2006
- B. hadrolophus van Achterberg, 1988
- B. haeselbarthi van Achterberg, 1976
- B. hastatus Haliday, 1835
- B. hayati Ahmad, 2008
- B. hemicarinatus van Achterberg, 1988
- B. hemicastaneus van Achterberg, 1988
- B. hostilis Haeselbarth, 1973
- B. huitepec Sanchez & Wharton, 2010
- B. humilis (Nees, 1811)
- B. humillimus Dalla Torre, 1898

- B. imitator Papp, 1985
- B. incarinaticeps van Achterberg, 1988
- B. indicus Ahmad & Shujauddin, 2001
- B. inopinus van Achterberg, 1976
- B. instabilis Ruthe, 1861
- B. insulcatus van Achterberg, 1988
- B. interstitialis Ruthe, 1861
- B. javensis van Achterberg, 1976
- B. julianae Sanchez & Figueroa, 2010
- B. kangauzi Belokobylskij, 1995
- B. kashmeriensis Ahmad, 2009
- B. kaszabi Haeselbarth, 1973
- B. koenigi Fischer, 1966
- B. koenigsmanni Haeselbarth, 1973
- B. leptostigma Ruthe, 1861
- B. linearis van Achterberg, 1988
- B. lithocolletidis Ashmead, 1900
- B. longicaudatus Tobias, 1976
- B. longipennis (Gravenhorst, 1807)
- B. longipetiolatus Sanchez & Wharton, 2010
- B. macrocephalus van Achterberg, 1988
- B. macropterus Haeselbarth, 1973
- B. maculipes Wesmael, 1835
- B. madli Haeselbarth, 1992
- B. mallochi (Viereck, 1913)
- B. mamillanus Ruthe, 1861
- B. maryi Hellen, 1958
- B. masoni van Achterberg, 1976
- B. melliceps van Achterberg, 1988
- B. mellicornis van Achterberg, 1988
- B. mellistigmus van Achterberg, 1988
- B. mellitarsis van Achterberg, 1988
- B. mischocytus van Achterberg, 1976
- B. modestus Haeselbarth, 1973
- B. multiarticulatiformis Shenefelt, 1969
- B. nanulus Haeselbarth, 1974
- B. nigricornis Haeselbarth, 1973
- B. nigrocephalus van Achterberg, 1988
- B. nitidus Haeselbarth, 1973
- B. nivalis van Achterberg, 1988
- B. nixoni Haeselbarth, 1973
- B. obscuripes van Achterberg, 1988
- B. paganus Haliday, 1835
- B. pallipes Haliday, 1835
- B. pappianus Haeselbarth, 1973
- B. parallelus van Achterberg, 1988
- B. parastigmaticus Sanchez & Wharton, 2003
- B. parastrictus van Achterberg, 1988
- B. parvus Haeselbarth, 1974
- B. patulus van Achterberg, 1976
- B. paucicrenulatus van Achterberg, 1988
- B. pectinatus Haeselbarth, 1973
- B. pisinnus van Achterberg, 1988
- B. procerus Haeselbarth, 1973
- B. puber Belokobylskij, 2000
- B. radialis Haeselbarth, 1973
- B. rectinervis van Achterberg, 1988
- B. redactus van Achterberg, 1976
- B. robustus Haeselbarth, 1973
- B. rufescens Ruthe, 1861
- B. ruficornis (Nees, 1811)
- B. rufipes (Ashmead, 1889)
- B. schimitscheki Haeselbarth, 1974
- B. schwenkei Haeselbarth, 1974
- B. semisulcatus van Achterberg, 1988
- B. setosifrons van Achterberg, 1988
- B. setosus van Achterberg, 1988
- B. signicornis van Achterberg, 1988
- B. signifer van Achterberg, 1988
- B. soror van Achterberg, 1988
- B. soykai Zettel, 1991
- B. spasskensis Belokobylskij, 1995
- B. spinarius (van Achterberg, 1976)
- B. stami van Achterberg, 1976
- B. stelfoxi Haeselbarth, 1973
- B. striatus van Achterberg, 1976
- B. strictus Stelfox, 1941
- B. subquadratus Papp, 1971
- B. sutchanicus Belokobylskij, 1995
- B. tenuipes van Achterberg, 1988
- B. thoracicus van Achterberg, 1976
- B. tobiae Haeselbarth, 1973
- B. topali Papp, 1993
- B. townesi Haeselbarth, 1974
- B. transversus van Achterberg, 1976
- B. trapezoides van Achterberg, 1976
- B. tripudians Haliday, 1835
- B. tuberculifer van Achterberg, 1988
- B. turbidus Papp, 1985
- B. ungularis van Achterberg, 1988
- B. ussuriensis Belokobylskij, 1995
- B. varius Haeselbarth, 1973
- B. verticalis Tobias, 1987
- B. votrus Papp, 1985
- B. whartoni van Achterberg, 1988